# Риби китара
Рибите китари (Rhinobatidae) са семейство хрущялни риби от разред Трионообразни (Rhinopristiformes).
Таксонът е описан за пръв път от Йоханес Петер Мюлер през 1837 година.

## Родове
- Acroteriobatus
- Pseudobatos
- Rhinobatos